# Feliks Markiewicz
Feliks Jan Adam Markiewicz (ur. 20 listopada 1890 w Orlińcu, zm. 30 czerwca 1925 w Warszawie) – kapitan Korpusu Sądowego Wojska Polskiego.

## Życiorys
Urodził się 20 listopada 1890 roku w Orlińcu, w Wielkopolsce, w rodzinie Feliksa i Jadwigi. 4 sierpnia 1914 roku z oddziałem nowotarskim wstąpił do Legionów Polskich. Walczył w szeregach 1. kompanii 3 pułku piechoty. W czasie walk na froncie karpackim został ranny. 1 listopada 1914 roku przebywał w szpitalu w Dombó. W latach 1915–1917 pełnił służbę w Departamencie Wojskowym Naczelnego Komitetu Narodowego, a następnie jako podoficer werbunkowy na Radom. W lipcu 1917 roku, po kryzysie przysięgowym, wstąpił do Polskiego Korpusu Posiłkowego i został przydzielony do Sądu Polowego.
Po bitwie pod Rarańczą (15–16 lutego 1918) internowany w Żurawicy, a następnie wcielony do cesarskiej i królewskiej armii. Zwolniony z wojska w drodze superrewizji wrócił do Wielkopolski by w listopadzie 1918 roku wziąć udział w powstaniu.
1 sierpnia 1919 roku został przyjęty do Wojska Polskiego z zatwierdzeniem stopnia porucznika Korpusu Sądowego. 18 sierpnia 1919 roku został oddany do dyspozycji Naczelnego Dowództwa Wojska Polskiego „dla użycia w sądach polowych”. 20 września 1920 roku został zatwierdzony z dniem 1 kwietnia 1920 w stopniu kapitana, w Korpusie Sądowym, w grupie oficerów byłych Legionów Polskich. Od 1920 pełnił nieprzerwanie służbę w Oddziale VI Prawnym Sztabu Ministerstwa Spraw Wojskowych, a następnie w Departamencie IX Sprawiedliwości MSWojsk. w Warszawie. Ostatnio na stanowisku referenta w wydziale organizacyjnym. 3 maja 1922 roku został zweryfikowany w stopniu kapitana ze starszeństwem z dniem 1 czerwca 1919 roku i 21. lokatą w korpusie oficerów sądowych. Zmarł 30 czerwca 1925 roku w Szpitalu Ujazdowskim w Warszawie, „po długich cierpieniach, na nieuleczalną gruźlicę”.

## Ordery i odznaczenia
- Krzyż Niepodległości – pośmiertnie 27 czerwca 1938 „za pracę w dziele odzyskania niepodległości”[12][13]
- Krzyż Walecznych[14][15]